# 伊維卡·迪姆切夫斯基
伊維卡·迪姆切夫斯基（1989年6月27日—），北馬其頓籃球運動員，現在效力於馬其頓球隊KK Rabotnički。他也代表馬其頓國家男子籃球隊參賽。